# C/1999 A1 Tilbrook
C/1999 A1 (Tilbrook) è una cometa non periodica, è la seconda cometa scoperta dall'astrofilo australiano Justin Tilbrook.